# Ґабріель Соліс
Ґабріель «Ґабі» Соліс (англ. Gabrielle "Gaby" Solis ([soʊˈliːs])), до шлюбу Маркес — вигадана персонажка, яку грає Єва Лонгорія в телесеріалі ABC «Відчайдушні домогосподарки». За свою гру Лонгорія була номінована на премію «Золотий глобус» як найкраща акторка телевізійного серіалу – мюзикл або комедія.

## Сюжетні лінії

### Минуле
Габріель Маркес народилася в Лас-Колінасі, Техас. Її родина з Гвадалахари, Мексика. Народилася 8 грудня 1976 року, має брата та сестру. Її батько помер від раку, коли їй було 5 років. Після цього її мати, Лусія Маркес (Марія Кончіта Алонсо), одружилася з Алехандро Пересом (Тоні Плана), який чинив сексуальне насильство над Габріель протягом її підліткового віку. За словами Габріель, її мати не звернула на це уваги, а черниця в її школі відмовилася вірити її словам про те, що вона була зґвалтована.
Коли героїні було 15, вона втекла до Нью-Йорка, щоб стати моделлю. Габріель досягла значного успіху в модельному бізнесі, але отримала репутацію складної конфліктної людини.  Через труднощі з колегами її кар’єра в модельному світі почала згасати, про що вона не мала гадки, але згодом пошлюбила багатого бізнесмена Карлоса Соліса (Рікардо Антоніо Чавіра), який поспіхом зробив пропозицію після трьох побачень. Потім вони переїхали на Вістерія Лейн у вигаданому передмісті Ферв’ю, штат Ігл, де Габріель подружилася зі Сьюзен Маєр (Тері Гетчер), Лінетт Скаво (Фелісіті Гаффман), Брі Ван де Камп (Марсія Кросс) і Мері Еліс Янг (Бренда Стронг).

### 1 сезон
У пілотному епізоді Габріель незадоволена своїм шлюбом з Карлосом, для якого пріоритетом є робота. Показано, що вона надзвичайно самотня, а Карлос скупий на гроші й не помічає її туги в стінах маєтку. Щоб розважитися, вона заводить роман з Джоном Роулендом (Джессі Меткалф), молодим садівником, що працює на родину. Карлос підозрює, що Габріель зраджує, і він звертається за допомогою до своєї матері Хуаніти «Мама» Соліс (Лупе Онтіверос). Мама Соліс спіймала Габріель і Джона за сексом і зробила фотографію, щоб показати підтвердження сину. Однак під час втечі з дому її збиває автомобіль, яким кермує Ендрю Ван де Камп, і Габріель вдається позбутися доказів. Мама Соліс впадає в кому в результаті аварії і помирає через кілька місяців, не маючи можливості розповісти Карлосу про зраду Габріель. Габріель і Джон розривають стосунки після того, як про це дізнається його мати, Гелен (Кетрін Гарролд). Невдовзі Карлоса заарештовують за імпорт товарів, виготовлених рабською працею. Уряд заморожує банківські рахунки Соліс, через що Габріель змушена влаштуватись на низькооплачувану модельну роботу, щоб оплачувати рахунки. Карлоса залишають під домашнім арештом в очікуванні суду, протягом якого пара стикається з кількома фінансовими кризами.
Карлос постійно тисне на Габріель щодо народження дитини, а також пропонує шлюбну угоду про те, що вона не розлучатиметься з ним, поки він у в'язниці. Після того, як Карлос фізично змушує Габріель підписати документи, вона відновлює свій роман із Джоном. Пізніше Габріель дізнається, що вагітна, і не знає, від кого. Джон сподівається допомогти подбати про майбутню дитину, але Габріель каже йому, що визнає лише Карлоса батьком. Пізніше Габріель дізнається, що Карлос хитрістю втрутився в її контрацептиви, підмінивши пігулки. У той час як Карлос постає перед судом за напад на двох геїв, яких він помилково прийняв за коханців Габріель (першим був ремонтник кабелів, який послизнувся у їхній ванній кімнаті після того, як перервав зустріч між Габріель і Джоном, а другий був сусідом Джона по кімнаті Джастіном), і Джон зізнається, що мав роман з Габріель.

### 2 сезон
Оскільки Карлос у в’язниці, а скоро пологи, Габріель покидає Джона та намагається врятувати свій шлюб. Габріель і Карлос продовжують сварки, доки вона вперше від усього серця не вибачиться за роман. Сподіваючись отримати дозвіл на побачення з чоловіком за ґратами та врешті домогтися умовно-дострокового звільнення Карлоса, Габріель наймає Девіда Бредлі (Едріан Пасдар), адвоката жінок в справах по розлученнях, який пізніше зізнається в коханні Габріель.
Пізніше Калеб Епплвайт (Пейдж Кеннеді), син Бетті Епплвайт (Елфрі Вудард), ймовірно жорстокий і психічно хворий, вривається в дім Габріель і переслідує її. Вона падає зі сходів, що призводить до викидня. Після цього Карлоса умовно звільняють завдяки впливу черниці – сестри Мері Бернард (Мелінда Пейдж Гамільтон). Габріель категорично проти спроб Карлоса стати кращою та більш духовною людиною, оскільки це загрожує її розкішному способу життя, що спонукає сестру Мері запропонувати Карлосу анулювати свій шлюб із Габріель. Габріель втручається, коли Карлос намагається супроводжувати сестру Мері в благодійній поїздці до Ботсвани. Щоб назавжди позбутися сестри Мері, Габріель розповідає священику в церкві, що сестра Мері та Карлос мали роман, і після цього сестру Мері переводять на Аляску.
Габріель погоджується народити дитину від Карлоса, але її викидень призводить до ускладнень, що змушує їх розглянути можливість усиновлення. Вони готуються усиновити ненароджену дитину танцюристки на пілоні Ліббі Коллінз (Ніколь Хілц). Однак хлопець Ліббі Френк Гелм (Едді МакКлінток) і його брат-підліток і батько дитини Дейл (Сем Горріган) намагаються втрутитися. Коли народжується дитина Лілі, суддя надає Карлосу та Габріель тимчасову опіку; однак Ліббі зрештою вирішує забрати Лілі назад і виховувати її з Френком. Тим часом Габріель дізнається, що її покоївка Сяо-Мей (Гвендолін Єо) перебуває під загрозою депортації до Китаю. Сяо-Мей погоджується бути сурогатною матір'ю та виносити дитину Габріель і Карлоса, щоб залишитися в країні. Коли вагітність прогресує, Габріель підозрює, що Карлос і Сяо-Мей закрутили роман. Коли вона застає їх за сексом, вона виганяє Карлоса з дому та повідомляє Сяо-Мей, що їй заборонено виходити до пологів.

### 3 сезон
Третій сезон починається через 6 місяців, ближче до кінця вагітності Сяо-Мей і в розпал процесу розлучення Габріель і Карлоса. Коли Сяо-Мей народжує, лікарі виявляють, що вони випадково замінили ембріон Соліс на ембріон іншої пари, і ембріон Соліс не був успішно запліднений. Сяо-Мей їде геть з країни, а Габріель і Карлос залишаються без дитини. Незважаючи на це, їх розлучення триває. Після розлучення Габріель вона об’єднується зі своїм особистим покупцем Верном (Алек Мапа), щоб тренувати групу молодих дівчат-невдах для конкурсу краси «Маленька міс Сніжинка». Вона недовго зустрічається з Біллом Пірсом (Марк Деклін), овдовілим батьком дівчини з конкурсу, перш ніж зрозуміти, що вона ще не готова знову зустрічатися.  Незабаром після цього Зак Янг (Коді Кеш), збагатілий син померлої подруги Габріель, Мері Еліс, починає переслідувати Габріель. Хоча Габріель відмовляється зустрічатися з ним, вона погоджується подружитися з безвідповідальним і тривожним Заком. Коли Зак робить пропозицію Габріель на урочистому відкритті нової піцерії Скавових, вона відмовляє йому і розриває їхню дружбу.
Пізніше Віктор Ленг (Джон Слеттері), кандидат на посаду мера Ферв’ю, помічає Габріель і організовує з нею зустріч, доручивши своєму шоферу навмисне пошкодити задній кінець її автомобіля своїм лімузином. Вони випадково зустрічаються, але Габріель наполягає, що їй це нецікаво. Тим не менш, у них є взаємні почуття любові. Коли Габріель дізнається, що Карлос почав зустрічатися з її сусідкою, розпусною Еді Брітт (Ніколет Шерідан), вона приймає пропозицію Віктора про шлюб. З наближенням весілля Габріель починає замислюватися, чи одружуватися з Віктором, особливо після того, як він виграє вибори та знехтує нею заради своєї політичної кар’єри. Незважаючи на це, вона одружується. Однак після весілля Габріель підслуховує розмову Віктора зі своїм батьком Мілтоном (Майк Фаррелл), де він зізнається, що одружився з нею лише заради політичних інтересів; що спонукало її відновити стосунки з Карлосом.

### 4 сезон
Прем'єра сезону «Тепер ти знаєш» починається планом Габріель та Карлоса втекти разом у її першу шлюбну ніч із Віктором; однак після того, як Еді здійснила спробу самогубства, Карлос скасовує план. Через місяць Габріель та Карлос відновлюють роман, попри свої зобов’язання перед Віктором та Еді. Невдовзі Еді починає підозрювати, що Карлос закрутив роман із Габріель. Вона наймає приватного детектива, який фотографує пару під час останнього поцілунку після того, як вони щойно вирішили розірвати роман. Еді показує фотографії Віктору. Віктор бере Габріель на свій човен, де вона дізнається, що він дізнався про роман. Побоюючись, що він може спробувати її вбити, вона двічі викидає його за борт (спочатку сама, а потім за допомогою Карлоса) і залишає його в морі. Віктор переживає важкі випробування та клянеться помститися Габріель та Карлосу. Він намагається вбити Карлоса під час торнадо, але його вбивають, ззаду проколовши стовпом огорожі. У той самий шторм Карлос осліп, а єдині документи, що дають йому доступ до офшорного банківського рахунку, знищено. Незабаром пара знову одружується.
Поки Габріель вчиться справлятися зі сліпотою Карлоса, Соліси здають кімнату у своєму будинку Еллі Леонард (Жюстін Бейтман), щоб покращити свій фінансовий стан. Пізніше Габріель дізнається, що Еллі є торговицею наркотиками, і сповіщає про це владу; однак після того, як вони з Еллі зблизилися, Габріель допомагає їй втекти до того, як її заарештує поліція. Пізніше Габріель знаходить кілька тисяч доларів у покинутих речах Еллі. Еллі повертається, щоб забрати їх, але Габріель намагається приховати це від неї. Коли поліція прибуває до будинку Солісів, Еллі втікає та шукає притулку в будинку Кетрін Мейфер, де її застрелив Вейн Девіс (Гері Коул).
Через 5 років після подій четвертого сезону Габріель вже не така красива, Карлос усе ще сліпий, і вони виховують двох неслухняних доньок Хуаніту (Медісон Де Ла Гарса) і Селію (Даніелла Балтодано). У сім’ї фінансові труднощі, що змушує Карлоса влаштуватися масажистом у місцевий заміський клуб, що ще більше віддаляє їх від вищого суспільства. Одна з літніх і багатих клієнток Карлоса, Вірджинія Гільдебранд (Френсіс Конрой), пропонує йому роботу свого особистого масажиста. Вірджинія зближується з Солісами. Спочатку Габріель не заперечує, оскільки вона насолоджується розкішшю, яку їм надає Вірджинія; однак вона починає відчувати дискомфорт. Вірджинія переглядає свій заповіт, щоб зробити Солісів єдиними спадкоємцями її маєтку, але Габріель зрештою відхиляє пропозицію, коли Вірджинія намагається прийняти важливі рішення в житті Хуаніти та Селії. Після операції до Карлоса повертається зір.
Карлос планує влаштуватися на роботу в громадський центр, щоб допомагати незрячим. Втомившись від боротьби, Габріель змушує Карлоса влаштуватися на високооплачувану офісну роботу. Тим часом Габріель працює над тим, щоб схуднути та повернутися до модельної фігури. Коли Габріель дізнається, що новий бос Карлоса, Бредлі Скотт (Девід Старзик), зраджує дружині, вона обіцяє мовчати, поки Карлос отримує щедру надбавку до зарплати. Згодом дружина Бредлі, Марія Скотт (Йон Овермен), дізнається про його роман і вбиває його. В результаті смерті Бредлі Карлос отримує підвищення. Пізніше Габріель нерішуче погоджується взяти підлітку-племінницю Карлоса, Ану (Маяра Волш), коли її бабуся більше не може піклуватися про неї. Габріель намагається налагодити позитивні стосунки з Аною; однак невдовзі вона бачить, наскільки вправною та маніпулятивною є Ана.

### 6 сезон
Стосунки Габріель з Аною стають більш проблематичними, оскільки Ана не поважає домашніх правил. Ана починає переслідувати Денні Болена (Бо Мірчофф), сина-підлітка їхніх нових сусідів Енджі (Дреа де Маттео) і Ніка Болена (Джеффрі Нордлінг). Коли Денні звинувачують у задушенні доньки Сьюзен, Джулі Маєр (Андреа Боуен), Ана намагається створити йому фальшиве алібі, поки Габріель не змушує її сказати правду. Пізніше Ана влаштовується на роботу в ресторан Джона Роуленда. Джон намагається повернути Габріель, змушуючи її сумніватися, чи відчуває вона до нього ще щось. Зрештою вона вирішує, що задоволена своїм життям, і Ана кидає роботу після того, як Габріель зізнається у своєму романі з Джоном у першому сезоні. Габріель також починає відчувати труднощі у стосунках з Хуанітою: її погані навички виховання змушують інших батьків неохоче дозволяти своїм дітям грати з Хуанітою; Через запальний темперамент Габріель Хуаніту виключають зі школи; і її спроби вчити Хуаніту вдома лише погіршують їхні стосунки. Потім Габріель і Карлос зараховують Хуаніту до приватної школи. Пізніше Габріель дізнається, що Лінетт приховувала свою вагітність, щоб отримати підвищення в компанії Карлоса. Відчуваючи себе зрадженою, Габріель розриває їхню дружбу, а Карлос намагається змусити Лінетт звільнитися з роботи. Однак, коли невеликий літак, найнятий Карлом Маєром, здійснює аварійну посадку на Вістерія Лейн, Лінетт рятує Селію з його шляху, відновлюючи дружбу з Габріель.
Дружба Габріель з Енджі ускладнюється, коли Ана та Денні починають зустрічатися, особливо коли Габріель і Карлос дізнаються, що Болени зберігають небезпечну таємницю. Щоб розлучити Ану і Денні, Габріель і Карлос відправляють її в модельну академію в Нью-Йорку; однак, без відома ні них, ні Боленів, Денні йде за нею туди. Габріель супроводжує Енджі до Нью-Йорка, щоб забрати Денні, і під час цього вона дізнається про таємниче минуле Енджі, яке стосується біологічного батька Денні. Патрік Логан (Джон Барроумен), екологічний терорист і справжній батько Денні, вистежує їх до Вістерія Лейн. Він наїжджає на Ніка, відправляючи його в лікарню, і тримає в заручниках Енджі та Денні. Габріель допомагає врятувати Боленів і відправити їх до Атланти, оскільки уряд все ще розшукує їх через причетність до тероризму Патріка.

### 7 сезон
Габріель дізнається правду про те, що Ендрю вбив матір Карлоса, але вона вирішує замовчувати це, боячись реакції Карлоса та не бажаючи завдати йому болю.
Її відправляють до лікарні після того, як Брі випадково збила Хуаніту своєю машиною. Пізніше вона дізнається, що Хуаніта не є її справжньою дочкою через помилку в лікарні.
Однак незабаром Габріель розуміє, що хоче зустрітися зі своєю справжньою дочкою, і переконує адвоката знайти іншу сім'ю. Карлос розгнівався, коли дізнався про це, сказавши їй, що сім’я може забрати Хуаніту, і якщо це станеться, він ніколи не пробачить Габріель. Коли вони знайомляться з сім'єю, вони автоматично знають, що Грейс - дочка Габріель, оскільки вона влаштовує напад через джемпер. Габріель зближується з Грейс, викликаючи ревнощі Хуаніти, яка не знає правди. Коли виявляється, що законні батьки Грейс є нелегальними іммігрантами, її законного батька Гектора заарештовують, а законна матір Кармен змушена тікати. Оскільки Грейс народилася в США, вона є громадянкою, і Габріель і Карлос погоджуються взяти її на виховання.
Щоб переконатися, що вони зможуть змусити Ґрейс жити з ними, Габріель перетворює законну матір Ґрейс у Імміграційну та митну службу США (ICE), але потім передумає, коли ICE з’являється, видаючись за Кармен і дозволяючи Кармен втекти. Але коли Габріель і Карлос йдуть забрати Грейс, Кармен наполягає на тому, щоб взяти Грейс.
Засмучена втратою Грейс, Габріель довіряє Лінетт, єдиній людині, яку вона знає, яка втратила дитину. Лінетт каже Габріель, що вона написала листа дитині, яку втратила, і що це може допомогти Габріель, якій не доведеться його надсилати. Габріель пише листа; Хуаніта знаходить це та тікає, ховаючись у кузові машини Боба та Лі, де Габріель бачить її саме вчасно, щоб її врятували під час бунту. Терапевт пропонує Карлосу та Габріель припинити всі зв’язки та нагадування про Грейс, щоб дозволити напрузі з Хуанітою зажити. Габріель не хоче, зберігає фотографії Грейс, але Карлос вимагає, щоб вона зробила це для Хуаніти.
Здається, Габріель погоджується, але йде в бутик і купує ляльку, яка нагадує Грейс, і ховає її від своєї родини. Після того, як Хуаніта та Селія знаходять її та граються з нею, зрештою зламавши їй руку, Габріель повертається в бутик і доручає власниці відремонтувати «Принцесу Валері». Власниця обіцяє відремонтувати ляльку, і Габріель, відчуваючи, що надто прив’язана до ляльки, запитує власницю, чи вважає вона Габріель дивною. Власниця не погоджується і показує Габріель її власну ляльку, місіс Гамфріс. Власниця розповідає Габріель, що вона закохалася в ляльку і купила її, зрештою дізнавшись про «історію» ляльки. Місіс Гамфріс — учителька музики, чия сестра померла приблизно в той самий час, коли померла власниця ляльки (натякаючи, що власниця купила ляльку замість своєї сестри, як це зробила Габріель). Габріель бачить біль, і власниця запитує Габріель про історію принцеси Валері. Хоч і неохоче, Габріель емоційно розповідає їй, що лялька була принцесою, яку випадково віддали не тій родині, але зрештою вона знайшла шлях назад, і її мати, королева, наказала їй сховатися, щоб ніхто не міг її забрати. Повернувшись додому, Габріель кладе принцесу Валері в коробку за шафою. Карлос дізнається про одержимість Габріель лялькою, тому вони вирушають, щоб позбутися її, але невідомий озброєний чоловік викрадає машину. Габріель намагається витягти принцесу Валері з машини, але їй довелося відпустити її, оскільки нападник погрожував їй вбити.
Карлос наполягає, щоб Габріель пішла на терапію, але вона ігнорує це, а натомість іде на спа-процедури. Зрештою Карлос йде з нею, коли вона зізнається психотерапевту, як її гвалтували в дитинстві. За пропозицією терапевта Габріель і Карлос їдуть до її рідного міста, де Габріель з подивом дізнається, що вона знаменитість. Їй подобається захоплення містян, поки вона не зустрічає монахиню, якій колись зізналася про насильство над нею в дитинстві. Тоді черниця відмовилася повірити в історію Габріель і залишається впертою, оскільки Габріель випускає сором, який давно змушена відчувати через слова холодної черниці. Передача цього назад цій жінці, яка була в змозі запобігти мук дитини і нічого не зробила, викликає у Ґабріель відчуття закриття гештальту, якого вона прагнула. Нарешті Габріель каже Карлосу, що готова повернутися додому й залишити минуле позаду.
Вибачаючись за минуле в АА, Ендрю вирішує розповісти Карлосу про наїзд на його матір. Хоча Карлос прощає Ендрю, він розлючений на Габріель через те, що вона приховує від нього таємницю. Він каже Брі, що не пробачить їй приховування правди, і забороняє Габріель знову бачитися з Брі. Габріель забирає своїх дівчат і тимчасово переїжджає до Брі. Незабаром вона повертається до Карлоса.
Габріель показує Хуаніті фільм жахів, через який їй сняться кошмари. Вона стверджує, що чоловік щовечора стоїть на газоні перед родиною. Габріель сумнівається в цьому, поки теж не помічає таємничого незнайомця. Одного разу вона бачить його під час покупки і просить офіцера служби безпеки показати камеру спостереження. Вона розуміє, що її переслідувач - вітчим, який зґвалтував її в дитинстві. Це жахає Габріель, особливо тому, що вона думала, що він мертвий.
Габріель дізнається, що її вітчим стежив за нею всюди, де б вона не була. Вона їде в безлюдну місцевість, коли знає, що він слідує за нею, і виходить на галявину, озброєна пістолетом, який придбала для свого захисту. Вона сперечається з ним про зґвалтування її в дитинстві. Він зізнається у страшному вчинку.
Під час вечері, коли Сьюзен повертається додому, Габріель біжить додому, щоб почати приготування до десерту. Коли вона заходить у свій будинок, її вітчим знову стикається з нею, прикидаючись, що у неї рушниця. Він починає нападати на неї і намагається зґвалтувати. Однак Карлос приходить додому і втручається, випадково вбиваючи його ударом по голові від свічника. Брі, Сьюзен і Лінетт заходять в будинок і знаходять тіло. За допомогою Брі вони можуть прибрати до прибуття решти гостей. Група погоджується тримати ситуацію в таємниці.

### 8 сезон
Габріель і Карлос намагаються замовчувати вбивство її вітчима, Карлос не може бути інтимним через свою провину. Габріель кидає виклик антагоністично налаштованій голові PTA у школі Хуаніти після суперечки про паркування, але випадково збиває жінку своєю машиною. Жінка мститься, зробивши Габріель своєю заміною, попередивши її, що посада голови PTA зведе Габріель з розуму. Перша зустріч пройшла не дуже добре, оскільки Габріель запізнилася через зустріч у спа-салоні, а інші учасниці докоряли їй, що вона ставить свій розважливий спосіб життя вище своїх обов’язків. Припускаючи, що вони ревнують, Габріель робить їм масаж і макіяж, але вони все одно відмовляються допомогти. Вони кажуть, що Габріель не має уявлення про те, як живуть такі люди, як вони, а її життя таке ідеальне. Однак, коли приходить п’яний Карлос, членкині PTA розуміють, що Габріель також стикається з багатьма труднощами і насправді не дуже відрізняється від них. Вони беруться за проєкт обіду та дозволяють Габріель допомагати своєму чоловікові. Коли Карлос напивається перед роботою, Габріель намагається прикрити його, але його бос розуміє це. Замість того, щоб засмучуватися, чоловік каже Карлосу, що він розуміє, оскільки сам лікується від алкоголізму, і закликає Карлоса звернутися за допомогою. Карлос потрапляє в реабілітаційний центр, але зникає тієї ж ночі, коли вбивають детектива Чака Венса, що змушує Габріель хвилюватися, що Карлос міг зробити це п’яним. Коли винна Сьюзен перевіряє родину Алехандро, його підозріла вдова Клаудія слідкує за нею, вважаючи, що Сьюзен закрутила роман з її чоловіком. Ґабріель засмучена Сьюзен, поки не чує підозру Сьюзен, що доньку Клаудії, Марісу, також розбещували. Габріель запрошує Клаудію, розповідаючи їй правду про Алехандро. Клаудія відмовляється в це вірити, доки Маріса нарешті не зізнається, що чоловік зробив із нею, Клаудія збентежена тим, що так поранила її дочку. Пізніше вона приходить до Габріель, дякуючи їй за можливість побачити правду. Вона бачить килимок, заплямований кров’ю Алехандро, який Габріель замінила, і каже Габріель позбутися його, чітко знаючи, що сталося з Алехандро, і бажаючи мовчати.
Коли Карлос виходить із реабілітації, він дивує Габріель тим, що починає роздавати гроші, не бажаючи більше бути таким жадібним. Габріель спочатку засмучена, але на похоронах Майка вона розуміє, що краще дозволити Карлосу робити те, що робить його щасливим. Вона намагається заспокоїти нерви шопінгом, і врешті їй пропонують роботу «персональної покупчині». Спочатку Габріель це добре влаштовує, але їй також доводиться прикидатися самотньою, щоб завоювати чоловіків-покупців. Карлос засмучений цим, і Габріель каже йому, що вона робить те, що хоче, і їй це подобається. Коли Брі постає перед судом за вбивство Алехандро, і Карлос, і Габріель хочуть сказати правду, але Карен МакКласкі (підслухавши їхню розмову про це) зізнається у вбивстві Алехандро сама. Зрештою Габріель пропонують підвищення на її роботі, причому Карлос спочатку засмучений, але погоджується на це. У останні моменти серіалу йдеться про те, що Карлос допомагає Габріель відкрити власну компанію онлайн-покупок, що принесло їй шоу в Home Shopping Network. Зрештою вони переїжджають до особняка в Лос-Анджелесі, де «вони довго і щасливо сперечалися».

## Цікаві факти
- Розалін Санчес також пробувалась на роль, але продюсери вважали, що вона не підходить через сильний пуерториканський акцент. Санчес знялася в епізодичній ролі у фіналі серіалу, коли Карлос найняв нову садівницю для їхнього дому, і стала головною героїнею додаткового серіалу «Підступні покоївки» в ролі Кармен Луни.
- Лора Геррінг також пробувалась на роль Габріель.
- Коли Марк Черрі проходив кастинг, він запитав Єву: «Тобі подобається сценарій?» Вона сказала: «Не хочу бути зарозумілою, але я прочитала лише свою частину», тоді він подумав, що «вона Габі».
- Габріель — одна з двох домогосподарок, які зрадили своїм чоловікам, а друга — Брі.
- Габріель — наймолодша з домогосподарок з головної четвірки, але Енджі — наймолодша домогосподарка з усіх десяти.
- Габріель має алергію на лілії,[91] любить танцювати сальсу та пити мерло.[92]
- Габріель і Карлос мають групу крові О+.[93]
- Габріель — єдина головна домогосподарка, яка не має пасинка:
  - Зак Янг — пасинок Сьюзен.
  - Кайла Хантінгтон Скаво — падчерка Лінетт.
  - Сем Аллен — пасинок Брі.
- Габріель чотири рази переживала втрату дитини:
  - її перша вагітність закінчилася викиднем, коли вона впала зі сходів[29],
  - Ліббі Коллінз, біологічна мати її прийомної дочки Лілі, вирішила забрати її назад[94],
  - Сурогатне материнство закінчилося провалом[34],
  - Вона відпустила свою біологічну дочку Грейс Санчес.[95]
- Вона єдина головна домогосподарка, яка не є бабусею до фіналу серіалу.
- Габріель — домогосподарка, яка найчастіше змінювала колір волосся, оскільки її волосся спочатку було темно-коричневим (1 сезон, перша половина сезону 2, сезон 3; епізоди 10–23), світлішало до середньо-коричневого з мідними відблисками (друга половина сезону). 2, сезони 6, 7 і 8). Після 2 сезону Габріель, здається, фарбує своє волосся у світло-каштановий колір із світлими пасмами протягом перших дев’яти епізодів 3 сезону, за винятком епізоду Bang (медово-русяве з світлими відблисками). У 4 сезоні, після того, як у 3 сезоні повернулася до темно-каштанового, Габріель знову освітлила волосся до середньо-коричневого з русявим відблиском. У якийсь момент під час стрибка часу між сезонами 4 і 5 Габріель замінює світлі відблиски на карамельні. Незважаючи на те, що вона носила пряме волосся більшу частину часу протягом перших п’яти сезонів, вона повністю перестає носити пряме волосся в сезонах 6 і 7 і починає знову в кінці сезону 8.